# Aurelia (film)
Aurelia è un film del 1987 diretto da Giorgio Molteni lungo la strada omonima.

## Trama
Prima di sposarsi un tale vagabonda sull'Aurelia dove incontra una donna.

## Critica
«Film d'esordio poverissimo di mezzi ma ricco di inventiva... Favolistico "on the road" all'italiana, promettente e non pretenzioso.» ** 

## Distribuzione
Il film è stato presentato in concorso il 12 agosto 1987 al Locarno Film Festival, nelle sale italiane dal 10 settembre 1987.